# Kuče
Kuče je přírodní památka v lokalitě Malínky v okrese Vyškov. Přírodní památka byla zřízena vyhláškou Okresního úřadu Vyškov ze dne 28. června 1990. Leží severně od města Koryčany. Důvodem ochrany je uchování xerotermních rostlinných a živočišných společenstev ponticko-panonského typu.